# Paddepoel (waterschap)
De Paddepoel is een voormalig wegwaterschap in de Nederlandse provincie Groningen. Het bestond van 17 juli 1906 tot rond 1980.
Dit waterschap had slechts één taak, namelijk het onderhouden van de Paddepoelsterweg die zich bij oprichting uitstrekte van de stad Groningen tot Wierumerschouw. Het huidige Sleedoornpad in de wijk Paddepoel was het begin van de weg. Halverwege de bestaansperiode, in 1938, werd het Van Starkenborghkanaal voltooid, wat noodzaakte tot de aanleg van de Paddepoelsterbrug in 1930.
Zo'n wegwaterschap werd vaak ingesteld als het onderhoud van een weg van groot plaatselijk belang was, maar interlokaal gezien wat minder. De Paddepoelsterweg was zo'n weg. Hij lag als een verbinding tussen de weg van Groningen naar het noorden (Adorp, Winsum enzoverder) en de weg van de oostkant van de stad naar Garnwerd, dat in een wat 'stille' hoek van de provincie lag. Een verbinding die voor het relatief kleine aantal gebruikers wel belangrijk was: toen de Paddepoelsterbrug in 2018 bij een aanvaring vernield werd, meldde Rijkswaterstaat 500 à 600 fietsers per dag en noemde het een verbinding van beperkt belang. Anno 2022 heeft de rijksoverheid geld beschikbaar gesteld aan de provincie voor aanleg van een nieuwe, vaste brug.
Omdat het schap geen afwatering verzorgde, is de taak omstreeks 1980 overgenomen door de gemeentes waar het in lag: Groningen en Adorp. Die laatste is opgegaan in Winsum en later in Het Hogeland.